# Joaquím Sunyer
Pour les articles homonymes, voir Sunyer (homonymie).
Joaquím Sunyer, né en 1874 à Sitges, où il est mort en 1956, est un peintre et graveur catalan des XIXe et XXe siècles. Son style évolue entre impressionnisme et symbolisme. Il est également illustrateur.

## Biographie
Joaquím fait ses études à l'École San Jorge de Barcelone et il se lie très vite avec le milieu « moderniste » de la ville. À l'âge de dix-huit ans, il part pour Paris, où il reste jusqu'en 1911, à Montmartre. Willette, Steinlen, et Miquel Utrillo deviennent ses amis, tout comme Picasso, qui s'installe au Bateau-Lavoir en 1900. Les silhouettes de Sunyer de cette époque sont d'ailleurs très proches de celles de Picasso dans sa période rose et dans sa période bleue.
Sunyer est également très influencé par Cézanne et Renoir. En 1904, il expose à Paris aux côtés de Matisse, Vuillard, Marquet, Valloton. Très inspiré par sa terre natale, il représente surtout les campagnes catalanes animées de figures de jeunes femmes aux formes arrondies et simplifiées.
Sunyer a pratiqué l'eau-forte ; son travail a été présenté entre autres par L'Estampe nouvelle (« La Rue Lepic », 1901).

## Postérité
Très connu de son vivant en Espagne où il expose régulièrement, il est en 1897 l'un des premiers artistes à illustrer les Soliloques du Pauvre de Jehan Rictus. Il reste cependant longtemps ignoré du public français, malgré son appartenance aux artistes de la grande collection de Georges Viau, où il figure aux côtés de Manet, Puvis de Chavannes, Sisley et Signac.
Son art optimiste et spontané, quelque peu monotone, n'a guère évolué au cours de sa longue carrière. On peut voir ses œuvres au Musée d'art contemporain de Barcelone et au Musée national d'art de Catalogne.